# Музей Смирновых
Музей Смирновых — учреждение культуры. Находится в Тбилиси, улица Галактиона Табидзе, д. 20. Памятник культурного наследия.
Музей Смирнова — единственный среди музеев Тбилиси, где в разнообразии представлены образцы европейской (немецкой, французской, русской, итальянской, грузинской) художественной культуры XVIII—XIX веков.

## История
Музей открыт в 2017 году. В церемонии открытия принял участие министр культуры Грузии Михаил Гиоргадзе
Музей расположился в историческом особняке в центре города. Он был подарен хозяину, М. Н. Смирнову, качестве приданого родителями его невесты, Елизаветы Михайловны Тамамшевой (1854—1919), дочери тифлисского купца Михаила Егоровича Тамамшева. Дом был построен в 1859 году дедом Елизаветы Михайловны, Егором Ивановичем Тамамшевым, по проекту Отто Симонсона. В этот дом М. Н. Смирнов перевёз из Петербурга некоторые предметы обстановки квартиры своей матери, а после её кончины — и почти все её личные вещи. В этом доме бывали А. Г. Рубинштейн, П. И. Чайковский, Н. Я. Николадзе, П. Г. Меликишвили, Акакий Церетели и другие представители русской и грузинской интеллигенции; здесь И. Г. Чавчавадзе отметил 100-летие со дня рождения А. С. Пушкина.
Внук М. Н. Смирнова, Михаил (1918—1985), обстановку и библиотеку, принадлежавшие А. О. Смирновой, а также архивы и находившиеся здесь вещи М. Н. Смирнова, завещал Грузинской ССР в лице Главной редакционной коллегии по художественному переводу и литературным взаимосвязям при Союзе писателей Грузии.

## Экспозиция
В собрании музея — произведения русского и западноевропейского декоративно-прикладного искусства XVIII — начала XX вв. В основе — коллекции семейных реликвий представителей дворянского рода Смирновых, живопись и графика, скульптура и литографические литературные документы, рукописи, фотодокументы и антикварные издания.
Живописные полотна принадлежат кисти Франца Винтерхальтера, Ивана Айвазовского и других художников. Имеются ценные экземпляры мебели и предметов обихода, среди них уникальные экспонаты: камер-юнкерская шляпа и посмертная маска Александра Пушкина, туалетный резной столик, собственноручно изготовленный Петром I, принадлежавшие ему распятие и компас, серебряная позолоченная табакерка Екатерины II. На музейном фортепиано играл Пётр Чайковский.